# 長孫嵩
長孫 嵩（ちょうそん すう、358年 - 437年）は、代国から北魏にかけての軍人・政治家。本貫は代郡。

## 経歴
代国の南部大人の長孫仁の子として生まれた。14歳で父に代わって軍を率い、後に南部大人の号を嗣いだ。376年（建国39年）、拓跋什翼犍が殺害され、代国が前秦の支配下に入り、苻堅が代国を二分して劉庫仁と劉衛辰に統治させると、長孫嵩は元他らとともに劉庫仁に従った。
385年、劉顕が劉眷を殺害すると、長孫嵩は700家あまりを率いて劉顕に従おうと五原に向かったが、拓跋寔君の子が自立したと聞いて、これに帰順しようとした。さらに于烏渥に面会すると、拓跋珪に帰順するよう勧められた。長孫嵩は帰属先を決めかねて、牛の首を回す占いの結果に従って、拓跋珪と三漢亭で面会した。386年（登国元年）、拓跋珪（道武帝）が代王として即位すると、長孫嵩は再び南部大人となった。
391年（登国6年）、道武帝が柔然に対する北伐をおこなうと、長孫嵩はこれに従軍し、大磧の南の牀山のふもとで柔然を撃破した。長孫嵩は長孫肥とともに柔然を追撃し、平望川で柔然の部帥の屋撃を捕らえて斬った。392年（登国7年）、西部汶黎大人の茂鮮が反乱を起こすと、長孫嵩はこれを撃破した。397年（皇始2年）、後燕に対する親征に参加して、中山を陥落させると、長孫嵩は冀州刺史に任じられ、鉅鹿公の爵位を受けた。398年（天興元年）1月、右軍将軍の尹国が冀州で反乱を計画したため、長孫嵩はこれを捕らえて道武帝のもとに送った。4月、司徒に上った。後に相州刺史に転じ、南平公に封じられた。
409年（永興元年）、明元帝が即位すると、長孫嵩は山陽侯奚斤・北新侯安同・白馬侯崔宏ら8人とともに、車を宮殿の門の右にそろって止め、国人の訴えを聴いて審理したため、当時に八公と称された。410年（永興2年）、柔然に対する北伐の主将をつとめた。南に帰る途中に柔然の追撃を受け、牛川で包囲を受けた。明元帝が出撃して長孫嵩を救援したため、柔然の社崙は包囲を解いて敗走した。
417年（泰常2年）、東晋の劉裕が後秦の姚泓を討つべく北伐してくると、長孫嵩は明元帝から仮節を受け、都督山東諸軍事となり、平原から黄河の北岸に沿って進軍し、畔城に入ったが、劉裕の軍に敗れた。この年の秋、劉裕が西進して秦軍と対峙し、北魏では平城から叔孫建らが派遣されて、長孫嵩と合流した。長孫嵩は叔孫建らとともに成皋から済水を南に渡り、東晋の諸城を陥落させて劉裕の後背を脅かした。劉裕が長安を落とすと、長孫嵩は軍を返した。
422年（泰常7年）、明元帝が病床につくと、長孫嵩は帝に後事を問われて、皇長子の泰平王拓跋燾を世嫡として立てるよう勧めた。泰平王拓跋燾が明元帝に代わって朝議に臨み、監国をつとめるようになると、長孫嵩はその下で左輔となった。423年（泰常8年）、拓跋燾（太武帝）が即位すると、長孫嵩は北平王の爵位を受け、司州中正となった。
太武帝が夏と柔然のどちらを先に攻撃するべきか諮問すると、長孫嵩は長孫翰や奚斤らとともに柔然を先に攻撃するよう勧めた。425年（始光2年）3月、太尉に上った。この年のうちに赫連勃勃が死去し、関中が混乱したため、太武帝は寇謙之・杜超・崔浩らの意見を容れて、夏に対する遠征を決定した。長孫嵩は強く諫めたが、太武帝の怒りを買って、汚職の罪を負わされて恥辱を受けた。429年（神䴥2年）、太武帝が北伐すると、長孫嵩は広陵公楼伏連とともに平城の留守をつとめた。431年（神䴥4年）、柱国大将軍の号を加えられた。
437年（太延3年）1月、死去した。享年は80。諡は宣王といった。

## 子女
- 長孫頽（後嗣、北平王、侍中・征南大将軍、442年に罪に問われて侯に降封されたが、後に復爵した）
- 長孫寿（字は勅斤陵、蜀郡公、左光禄大夫・征東大将軍・青州刺史）

## 伝記資料
- 『魏書』巻25 列伝第13
- 『北史』巻22 列伝第10